# Sanyo Electric
Sanyo Electric Co. Ltd. (jap. 三洋電機株式会社 San’yō Denki Kabushiki-gaisha) – japoński koncern elektroniczny z siedzibą w Moriguchi, założony 1947 r.
Zajmuje się produkcją elektroniki: telewizorów, sprzętu stereo, baterii, klimatyzatorów, półprzewodników, baterii słonecznych, kalkulatorów bateryjnych oraz telefonów komórkowych.
Europejska siedziba przedsiębiorstwa znajduje się w Niemczech (Sanyo Fisher Sales Europe GmbH).
10 listopada 2008 roku spółka Sanyo została przejęta przez firmę Panasonic za kwotę 8,8 miliarda dolarów.